# 樊芸
樊芸（1964年—），上海人，汉族，中华人民共和国政治人物。

## 生平
毕业于南开大学经济管理专业。2008年起担任全国人大代表。2013年，被选为全国人大代表。2018年2月24日，当选为第十三届全国人大代表。